# باشگاه فوتبال هولبیچ بونایتد
باشگاه فوتبال هولبیچ بونایتد (به انگلیسی: Holbeach United Football Club) یک باشگاه فوتبال در شهر هولبیچ، کشور انگلستان است که در سال ۱۹۲۹ میلادی تأسیس شده‌است.